# Glen Currie
Glen Allen Currie (* 18. Juli 1958 in Montréal, Québec) ist ein ehemaliger kanadischer Eishockeyspieler, der im Verlauf seiner aktiven Karriere zwischen 1975 und 1988 unter anderem 338 Spiele für die Washington Capitals und Los Angeles Kings in der National Hockey League (NHL) auf der Position des linken Flügelstürmers bestritten hat. Sein Onkel Jimmy Peters senior und sein Cousin Jimmy Peters junior waren ebenfalls professionelle Eishockeyspieler.

## Karriere
Currie verbrachte seine Juniorenzeit zwischen 1975 und 1978 bei den National de Laval in der Ligue de hockey junior majeur du Québec (LHJMQ). Bereits in seiner Rookiesaison sammelte der Flügelstürmer 69 Scorerpunkte. In seiner dritten und letzten Spielzeit in der Liga, an deren Ende er ins Second All-Star Team berufen wurde, hatte er sich auf 145 Punkte gesteigert. In der Folge wurde der Kanadier im NHL Amateur Draft 1978 in der dritten Runde an 38. Stelle von den Washington Capitals aus der National Hockey League (NHL) ausgewählt.
Der 20-Jährige wechselte nach dem Draft umgehend in die Organisation der Capitals, schaffte zum Beginn der Saison 1978/79 jedoch nicht den Sprung in den NHL-Kader. Stattdessen verbrachte er die Spielzeit bei den Port Huron Flags, einem Farmteam Washingtons, in der International Hockey League (IHL). Im Spieljahr 1979/80 debütierte Currie schließlich in der NHL, kam aber ebenso bei den Hershey Bears in der American Hockey League (AHL) zu Einsätzen. Zwischen dem NHL-Aufgebot und dem AHL-Kader Hersheys pendelte der Angreifer bis in die Saison 1982/83 hinein. Erst im darauffolgenden Jahr etablierte sich Currie im Aufgebot der Hauptstädter, nachdem er im Vorjahr 39 Scorerpunkte gesammelt hatte. Er bestätigte diese Leistung mit 36 Punkten in der Saison 1983/84, ehe seine Punktausbeute im Jahr danach einbrach und er sich abermals in der AHL – nun bei den Binghamton Whalers – wiederfand. Im September 1985 transferierten die Washington Capitals den Offensivspieler schließlich im Tausch für Daryl Evans zu den Los Angeles Kings.
In Los Angeles gelang es Currie jedoch in den folgenden drei Jahren auch nicht, sich dauerhaft zu etablieren. Er absolvierte in diesem Zeitraum lediglich 19 weitere NHL-Spiele und stand hauptsächlich für Los Angeles’ AHL-Kooperationspartner New Haven Nighthawks. Im Sommer 1988 beendete der 30-Jährige schließlich seine aktive Karriere, in der er 358 Partien in der NHL absolviert hatte.

## Erfolge und Auszeichnungen
- 1978 LHJMQ Second All-Star Team

## Karrierestatistik
(Legende zur Spielerstatistik: Sp oder GP = absolvierte Spiele; T oder G = erzielte Tore; V oder A = erzielte Assists; Pkt oder Pts = erzielte Scorerpunkte; SM oder PIM = erhaltene Strafminuten; +/− = Plus/Minus-Bilanz; PP = erzielte Überzahltore; SH = erzielte Unterzahltore; GW = erzielte Siegtore; 1 Play-downs/Relegation; Kursiv: Statistik nicht vollständig)